# Manoir de Marmont
Ne doit pas être confondu avec le manoir de Malmont situé à Curciat-Dongalon.
Le manoir de Marmont est une demeure qui se dresse sur le territoire de la commune française de Bény, dans le département de l'Ain en région Auvergne-Rhône-Alpes.
Le manoir, propriété privée non ouverte au public, est inscrit aux monuments historiques depuis 1992.

## Localisation
Le manoir de Marmont est situé à Bény dans le département français de l'Ain. 

## Historique
Le château, qui faisait partie du fief de Marmont en Revermont, a appartenu à la maison de Bourgogne jusqu'en 1289, date à laquelle il fut vendu par le duc Robert II de Bourgogne à la famille Andelot attachée à ce lieu. Un Hugues d'Andelot, qualifié de seigneur de Marmont, reconstruisit vers 1370 le château du Bois à Pressiat.
Le château devient une ferme au début du XIXe siècle.
Le domaine appartient ensuite à la famille Revel en 1900, puis à la famille Blanc, Il est racheté en 2007,.
Le nouveau propriétaire entreprend immédiatement des travaux de restauration,, de façon à retirer ce bâtiment de la liste des « monuments en péril, ceux qui — laissés à l'abandon — attentent à la mémoire collective et à l'identité même du département de l'Ain ».
Bien que la propriété ne soit pas ouverte au public, son propriétaire y a accueilli en 2011 un concert du groupe « Si Bény chantait », formation composée d'habitants de la commune.
Le 8 juin 2012, le résultat de ce travail de restauration est présenté au maire Georges Rodet, aux membres du conseil municipal, à Xavier Breton, député de la 1re circonscription de l'Ain, au président de la communauté de communes du canton de Coligny, puis lors des Journées européennes du patrimoine en septembre 2012, travail qualifié de « géant » par le maire dans son bulletin municipal.

## Description
L'édifice est un bâtiment à pans de bois typique de l'architecture bressane. Situé sur une petite butte, il est de dimensions imposantes : 31 m de long, 11 m de large, 10 m de haut. La présence d'un étage témoigne de ses origines seigneuriales.
Le corps originel de la demeure noble date de 1434, et les bâtiments d'exploitation de 1840.

## Protection aux monuments historiques

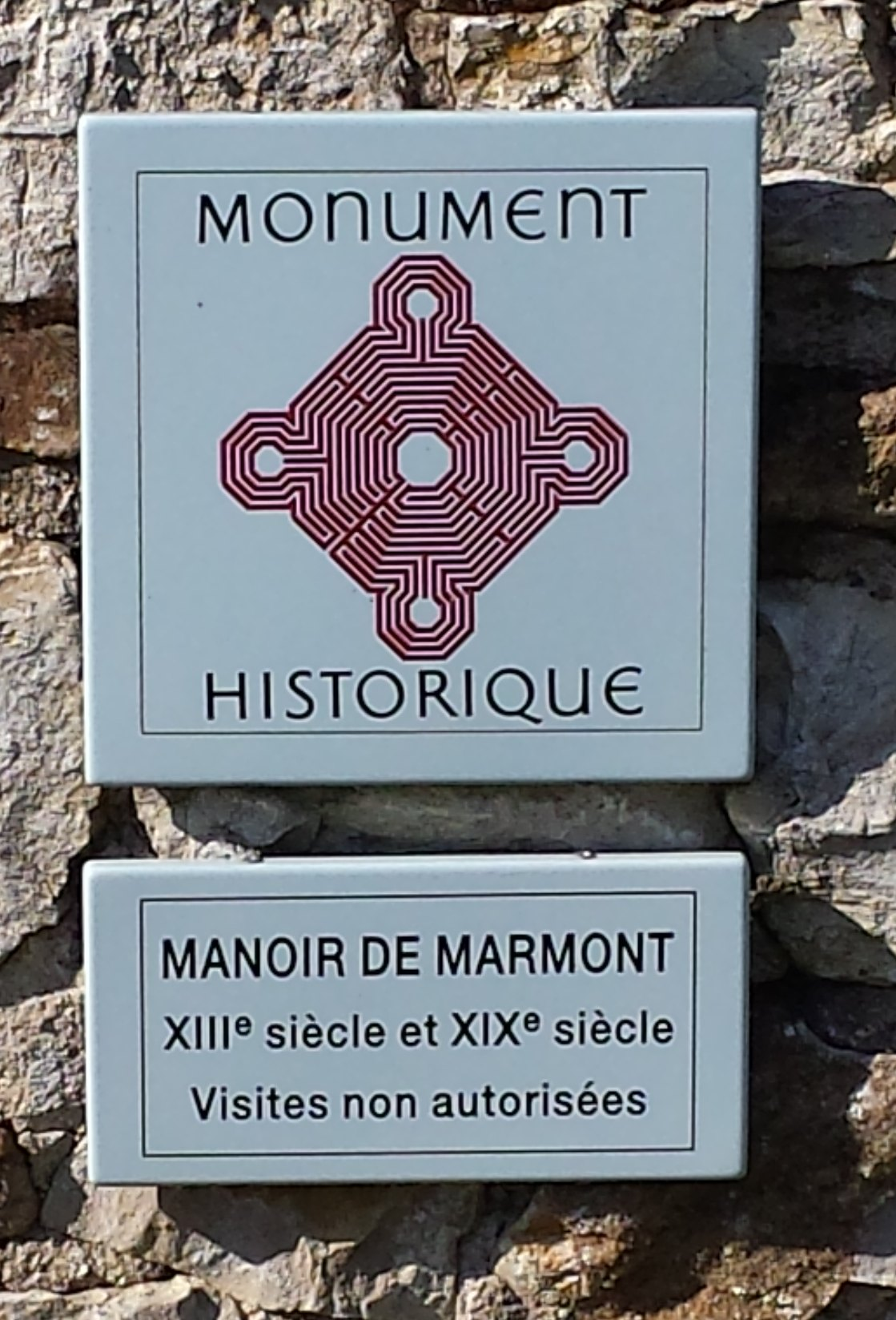
Plaque des monuments historiques.

Le manoir ainsi que le puits attenant et les bâtiments de communs sont inscrits au titre des monuments historiques par arrêté du 23 juillet 1992.

## Pour approfondir